# Iphiaulax cosmiothecus
Iphiaulax cosmiothecus är en stekelart som beskrevs av Cameron 1907. Iphiaulax cosmiothecus ingår i släktet Iphiaulax, och familjen bracksteklar. Inga underarter finns listade.